# ساحة أتني (السودان)

## التأسيس
يعود تأسيسها  إلى عهد الحكم الإنجليزي، وأّنشئها  جورج اليوناني.
يرجع الاسم بحسب حديثها إلى العاصمة اليونانية أثينا التي كانت تمثل مجمع السيّاح والسياسيين آنذاك.

### رأي آخر
مسمى (أتني) يعبر عن مقهى إغريقي قديم وكانت تمتلكه سيدة يونانية ثم حمل اسمها لاحقاً.

## نبذة
تعتبر منطقة “أتني” أشهر مكان لتجمُع المثقفين السودانيين من مختلف مشاربهم من موسيقيين ونحاتين ورسامين وكُتاب وصحافيين وناشطين في العمل الطوعي والإنساني، وبتلك اللقاءات يتحول المكان  إلى ساحة ثقافية لتبادل  الأفكار بين رواده لمعرفة كل جديد في كل مناحي الحياة  وفي السنوات الأخيرة صارت ساحة لمعرض الكتاب (مفروش) .

## الموقع
تقع ساحة ”أتني“ التي انطلقت منها مبادرة الحركة الشعرية، على مقربة من القصر الجمهوري في الخرطوم.